# Willian Arão
Willian Souza Arão da Silva dit Willian Arão ou plus simplement Willian, né le 12 mars 1992 à São Paulo, est un footballeur international brésilien qui évolue au poste de milieu défensif au Panathinaïkós FC.

## Biographie

### Carrière en club

#### Formation
Willian Arão débute dans les catégories juniors du Grêmio Barueri, où il est repéré par les recruteurs du São Paulo FC en 2008. Deux ans plus tard, il remporte la Copa São Paulo de Futebol Júnior, dans une équipe qui comprenait également Casemiro, Lucas Moura et Bruno Uvini,. Sa bonne performance attire l'attention du puissant homme d'affaires italien Mino Raiola qui contacte le père du joueur et l'emmène à l'Espanyol, en Espagne. À Barcelone, il s'entraîne tantôt dans l'équipe principale, tantôt avec l'équipe B, mais choisi finalement de retourner au Brésil. Bien qu'il n'ait participé à aucun match officiel du club, Willian Arão, dans une interview accordé à ESPN, a déclaré que son football avait beaucoup évolué avec le travail effectué auprès de l'entraîneur de l'équipe de l'époque, Mauricio Pochettino.

#### SC Corinthians (2012-2013)
Willian Arão signe avec les Corinthians en 2011 et évolue dans un premier temps avec les équipes de jeunes. Il débute sous ses nouvelles couleurs le 15 avril 2012 à l'occasion de la finale du championnat de São Paulo contre Ponte Preta, remporté par 2 buts à 1, ce qui lui permet de remporter le premier titre de sa carrière professionnelle. Il prend ensuite part à la première journée de Série A de son équipe contre le Fluminense FC (0-1). Peu utilisé par son entraîneur Tite qui lui préfère Ralf, il ne dispute que 9 matchs en 2012 puis 8 au début de l'année 2013, tandis que son concurrent à son poste réalise des saisons à 50 ou 60 matchs de moyenne.

#### Portuguesa (2013)
En manque de temps de jeu, Willian Arão est prêté pour une durée de cinq mois à la Portuguesa. Cette pige lui permet de goûter aux coupes continentales puisque le club pauliste est engagé en Copa Sudamericana. Néanmoins l'aventure tourne cout puisque le la Portuguesa est éliminée dès son entrée en lice au deuxième tour contre l'EC Bahia (1-2 puis 0-0). Willian Arão se recentre alors au championnat du Brésil où il est utilisé à 13 reprises entre mai et décembre 2013. La Portugues termine la saison à la 17e place sur 20 et est releguée en Série B.

#### Chapecoense (2014)
Willian Arão est de nouveau prêté la saison suivante, pour une durée de un an à Chapecoense. La première partie de l'année, qui est consacrée à l'organisation des tournois régionaux brésiliens, lui offre l'occasion d'atteindre avec son équipe la finale du Campeonato Catarinense. Le 27 juin 2014, il est cependant libéré de son prêt après seulement deux matches de Série A.

#### Atlético Goianiense (2014)
De retour aux Corinthians, ou sa présence n'est pas souhaitée, il repart en prêt, cette fois à l'Atlético Goianiense, en Serie B, le 18 septembre 2014. Le club de Goiânia est alors moribond et occupe la 11e place du championnat. Rapidement, les bonnes prestations de Willian Arão permettent d'inverser la tendance (8 victoires, 3 nuls et 2 défaites en sa présence). L'Atlético Goianiense termine l'exercice à la septième position et manque la montée dans l'élite de seulement quatre points.

#### Botafogo FR (2015)
À la fin de son contrat avec les Corinthians, en décembre 2014, Willian Arão s'engage avec le prestigieux Botafogo, fraîchement relégué en Série B. Avec le club carioca, il remporte rapidement le titre, tout en étant le deuxième joueur le plus utilisé lors de la saison 2015 (58 matches), derrière le défenseur Renan Fonseca. Ses prestations, qui contribuent à faire de Botafogo la meilleure défense de la division, sont remarquées par les grands clubs brésiliens.

### Carrière en sélection
Le 19 janvier 2017, Tite, sélectionneur du Brésil et ancien entraîneur de Willian Arão aux Corinthians, annonce la liste de 23 joueurs convoqués pour la première rencontre internationale de l'année dont Willian Arão fait partie. Le milieu de terrain démarre le match amical du 26 janvier 2017 contre la Colombie avec le numéro 15. Il est remplacé par Rodriguinho, dont c'est aussi le premier match avec la Seleção, à la 46e minute. Le Brésil remporte la partie 1-0.

## Statistiques

### Bilan saison par saison
| Saison                | Club                       | Championnat           | Championnat | Championnat | Coupe(s) nationale(s) | Coupe(s) nationale(s) | Supercoupe | Supercoupe | Compétition(s) continentale(s) | Compétition(s) continentale(s) | Compétition(s) continentale(s) | Ligue régionale | Ligue régionale | Autres compétitions | Autres compétitions | Brésil | Brésil | Total | Total |
| Saison                | Club                       | Division              | M.          | B.          | M.                    | B.                    | M.         | B.         | Comp.                          | M.                             | B.                             | M.              | B.              | M.                  | B.                  | M.     | B.     | M.    | B.    |
| 2012                  | SC Corinthians             | Série A               | 8           | 0           | 0                     | 0                     | -          | -          | -                              | -                              | -                              | 1               | 0               | 0                   | 0                   | -      | -      | 9     | 0     |
| 2013                  | SC Corinthians             | Série A               | 2           | 0           | 0                     | 0                     | -          | -          | -                              | -                              | -                              | 6               | 0               | -                   | -                   | -      | -      | 8     | 0     |
| Sous-total            | Sous-total                 | Sous-total            | 10          | 0           | 0                     | 0                     | -          | -          | -                              | -                              | -                              | 7               | 0               | 0                   | 0                   | -      | -      | 17    | 0     |
| 2013                  | Portuguesa (prêt)          | Série A               | 13          | 0           | 0                     | 0                     | -          | -          | CS                             | 2                              | 0                              | 0               | 0               | -                   | -                   | -      | -      | 15    | 0     |
| Sous-total            | Sous-total                 | Sous-total            | 13          | 0           | 0                     | 0                     | -          | -          | -                              | 2                              | 0                              | 0               | 0               | -                   | -                   | -      | -      | 15    | 0     |
| 2014                  | Chapecoense (prêt)         | Série A               | 2           | 0           | 1                     | 0                     | -          | -          | -                              | -                              | -                              | 13              | 1               | -                   | -                   | -      | -      | 16    | 1     |
| Sous-total            | Sous-total                 | Sous-total            | 2           | 0           | 1                     | 0                     | -          | -          | -                              | -                              | -                              | 13              | 1               | -                   | -                   | -      | -      | 16    | 1     |
| 2014                  | Atlético Goianiense (prêt) | Série B               | 13          | 0           | 0                     | 0                     | -          | -          | -                              | -                              | -                              | 0               | 0               | -                   | -                   | -      | -      | 13    | 0     |
| Sous-total            | Sous-total                 | Sous-total            | 13          | 0           | 0                     | 0                     | -          | -          | -                              | -                              | -                              | 0               | 0               | -                   | -                   | -      | -      | 13    | 0     |
| 2015                  | Botafogo FR                | Série B               | 35          | 5           | 4                     | 1                     | -          | -          | -                              | -                              | -                              | 19              | 1               | -                   | -                   | -      | -      | 58    | 7     |
| Sous-total            | Sous-total                 | Sous-total            | 35          | 5           | 4                     | 1                     | -          | -          | -                              | -                              | -                              | 19              | 1               | -                   | -                   | -      | -      | 58    | 7     |
| 2016                  | CR Flamengo                | Série A               | 37          | 4           | 4                     | 0                     | -          | -          | CS                             | 2                              | 0                              | 15              | 3               | 4                   | 0                   | -      | -      | 62    | 7     |
| 2017                  | CR Flamengo                | Série A               | 30          | 1           | 6                     | 0                     | -          | -          | CL+CS                          | 6+10                           | 1+3                            | 14              | 4               | 1                   | 0                   | 1      | 0      | 68    | 9     |
| 2018                  | CR Flamengo                | Série A               | 23          | 2           | 3                     | 0                     | -          | -          | CL                             | 3                              | 0                              | 3               | 0               | -                   | -                   | -      | -      | 32    | 2     |
| 2019                  | CR Flamengo                | Série A               | 35          | 2           | 3                     | 1                     | -          | -          | CL                             | 12                             | 0                              | 12              | 2               | 2                   | 0                   | -      | -      | 64    | 5     |
| 2020                  | CR Flamengo                | Série A               | 32          | 1           | 4                     | 0                     | 1          | 0          | CL+RS                          | 5+2                            | 1+0                            | 13              | 0               | -                   | -                   | -      | -      | 57    | 2     |
| 2021                  | CR Flamengo                | Série A               | 22          | 1           | 4                     | 0                     | 1          | 0          | CL                             | 10                             | 3                              | 7               | 0               | -                   | -                   | -      | -      | 44    | 4     |
| Sous-total            | Sous-total                 | Sous-total            | 179         | 11          | 24                    | 1                     | 2          | 0          | -                              | 36+12+2                        | 5+3+0                          | 64              | 9               | 7                   | 0                   | 1      | 0      | 327   | 29    |
| Total sur la carrière | Total sur la carrière      | Total sur la carrière | 252         | 16          | 29                    | 2                     | 2          | 0          | -                              | 50                             | 8                              | 103             | 11              | 7                   | 0                   | 1      | 0      | 444   | 37    |

### Matchs internationaux
| Matchs internationaux de Willian Arão | Matchs internationaux de Willian Arão | Matchs internationaux de Willian Arão                  | Matchs internationaux de Willian Arão | Matchs internationaux de Willian Arão | Matchs internationaux de Willian Arão | Matchs internationaux de Willian Arão                |
| #                                     | Date                                  | Lieu                                                   | Adversaire                            | Résultat                              | Compétition                           | Notes                                                |
| ------------------------------------- | ------------------------------------- | ------------------------------------------------------ | ------------------------------------- | ------------------------------------- | ------------------------------------- | ---------------------------------------------------- |
| 1                                     | 26 janvier 2017                       | Stade olympique João Havelange, Rio de Janeiro, Brésil | Colombie                              | V 1 - 0                               | Match amical                          | Titulaire, remplacé par Rodriguinho à la 46e minute. |

## Palmarès

### En club
- Coupe du monde des clubs :
  - Vainqueur : 2012.
  - Finaliste : 2019.
- Copa Libertadores :
  - Vainqueur : 2012, 2019
- Recopa Sudamericana :
  - Vainqueur : 2013, 2020.
- Championnat du Brésil :
  - Champion : 2019, 2020.
- Championnat du Brésil D2 :
  - Champion : 2015.
- Supercoupe du Brésil :
  - Vainqueur : 2020, 2021.
- Championnat de São Paulo :
  - Champion : 2013.
- Championnat de Rio de Janeiro :
  - Champion : 2017, 2019, 2020, 2021.
- Coupe de Turquie :
  - Champion : 2023.

### Distinctions individuelles
- Membre de l'équipe-type du Championnat de Rio de Janeiro en 2016.
- Bola de Ouro en 2016 et 2019.